# Куна (река, впадает в Имандру)
Ку́на (в верхнем течении — Кунийо́к или Кунйо́к, в среднем течении — Бассе́йная Ку́на) — река на Кольском полуострове Мурманской области России. Длина — 38,8 или 40 километров. Водосборная площадь — 341 км². Ширина — до 17-30 метров, глубина — до 1 метра.

## Расположение
Расположена в центральной части Мурманской области. Истоки Куны находятся в центральной части Хибин: на склонах возвышенностей пик Марченко, Кукисвумчорр и в ущелье между Кукисвумчорром и хребтом Поачвумчорр. Отсюда река течёт сначала на север, протекает через озёра Сердцевидное, Гольцовое, Каменное и Травяное, затем река делает поворот на запад и проходит через озёра Длинное, Большое Островское, Калеваевское и Куна, после чего впадает в северо-восточную часть Имандры чуть севернее губы Альдойлухт и мыса Куннаволок. Высота устья — 127,5 м над уровнем моря.

## Описание
В верхнем течении Куна течёт сначала по узкому горному ущелью, затем по горной долине. Высота окружающих возвышенностей достигает тут 1100—1200 метров, самые крупные из них — Кукисвумчорр (1141,3 м.), хребет Поачвумчорр (834,6 — 1095,8 м.), пик Марченко (1032,2 м.), Поачвумчорр (828,4 м.), Куэльпорр (901,8 м.), Рисчорр (1017,9 м.), Иидычвумчорр (1178,7 м.), Путеличорр (1111,5 м.), Путеличорр (697,2 м.) и Северный Лявочорр (787,5 м.). После озера Каменного река вытекает из Хибин и дальше течёт по холмистой и лесистой местности с небольшими участками болот. Высота окружающих реку сопок в среднем и нижнем течении не превышает 180—230 метров. Берега покрыты сосновым (в среднем течении) и сосново-берёзовым (в нижнем течении) лесами с высотой деревьев до 5-15 метров.
Куна — быстрая и порожистая река со скоростью течения — 0,6-1,0 м/с. Посреди реки лежит несколько небольших безымянных островов.
Населённых пунктов на реке нет. У самого устья Куну пересекает железнодорожная линия Апатиты-Мурманск. Менее чем в километре к северу находится заброшенная ныне железнодорожная станция Рудный. Ближайший населённый пункт — село Имандра — находится в 9-ти километрах к юго-западу от устья Куны. Местами реку вброд пересекает несколько зимников, а в Хибинах по берегам Куны расположены бараки контрольно-спасательного поста «Куэльпорр» Мурманского Арктического комплексного аварийно-спасательного центра и гостиница "Рамзай-Север".

### Речная система Куны
От устья
- Маннепахкуай (лв)
- Лявойок (пр)
- Северный Лявойок (пр)
- Партомйок (пр)
- Рисйок (пр)
- Петрелиуса (лв)

## Этимология
Название реки происходит от саамского кунн — зола, что, вероятно, связано с наличием на реке большого количества саамских стоянок, после которых от костров оставались кострища с золой.